# Three Dog Night
Three Dog Night es una banda de rock estadounidense formada en 1967 por los cantantes Danny Hutton, Cory Wells y Chuck Negron. Esta alineación fue complementada con Jimmy Greenspoon (teclados), Joe Schermie (bajo), Michael Allsup (guitarra) y Floyd Sneed (batería). La banda gozó de popularidad entre 1969 y 1975, registrando algunos sencillos en el top de las listas de éxitos estadounidenses. Obtuvo tres número 1 en la lista de Billboard: "Mama Told Me (Not to Come)", en julio de 1970, "Joy to the World", en abril de 1971 y "Black and White", en septiembre de 1972. 
En las notas del álbum Celebrate: The Three Dog Night Story, 1964–1975 se indica que la actriz June Fairchild, novia de Danny Hutton, sugirió el nombre de la banda luego de leer en una revista que una tribu de indígenas de Australia solía dormir en un agujero con un perro salvaje en las noches frías, aprovechando el calor corporal del animal. Había ocasiones en que las noches eran extremadamente frías, por lo que dormían incluso con tres canes, llamándola una "noche de tres perros" ("Three Dog Night").

## Historia

### Antecedentes
Los tres vocalistas, Danny Hutton, que comenzó su carrera musical en 1964 con Hanna-Barbera Records, Chuck Negron y Cory Wells (que consiguió un contrato de grabación con Dunhill Records) se unieron por primera vez en 1967. Inicialmente se hacían llamar "Redwood" e hicieron algunas grabaciones con Brian Wilson, mientras los Beach Boys trabajaban en el álbum Wild Honey.
"Redwood" estuvieron a punto de ser uno de los primeros artistas en firmar con la discográfica Brother Records, propiedad de los Beach Boys. Según Mike Love, "Brian los tuvo en el estudio durante varios días y fue muy divertido. No cumplieron con sus expectativas... Entraban y no cantaban lo suficientemente bien para él ... pero se fueron e hicieron miles de millones". Brian Wilson intentó producir un álbum para "Redwood", pero después de la grabación de tres canciones, incluidas "Time to Get Alone" y "Darlin'", sus compañeros de banda le persuadieron para que dejara el proyecto y se centrara en sus obligaciones contractuales con The Beach Boys. Según Negron, "los otros Beach Boys querían que los inmensos talentos de composición y producción de Brian se utilizaran estrictamente para mejorar sus propias carreras". Posteriormente señaló que habría hecho lo mismo si hubiera estado en la posición de los Beach Boys.
Poco después de abandonar el nombre de "Redwood" en 1968, los vocalistas contrataron a un grupo de músicos de acompañamiento: Ron Morgan a la guitarra, Floyd Sneed a la batería, Joe Schermie de Cory Wells Blues Band al bajo y Jimmy Greenspoon a los teclados, y pronto adoptaron el nombre: Three Dog Night. Morgan dejó la banda antes de que se grabara su primer álbum y posteriormente se unió a Electric Prunes. Michael Allsup fue reclutado rápidamente para reemplazar a Morgan en la guitarra.

### 1968–1972
Three Dog Night hizo su debut oficial en 1968 en el Whiskey a Go Go, en una fiesta de presentación a la prensa organizada por Dunhill Records. Todavía estaban preparando su primer álbum, Three Dog Night, cuando escucharon las reacciones favorables de la crítica musical. El álbum Three Dog Night fue un éxito gracias a sencillos como "One", "Try A Little Tenderness" y "Nobody", que ayudaron a la banda a ganar reconocimiento y convertirse en uno de los mejores artistas de su tiempo. Entre 1970 y 1972 obtuvo tres número uno en la lista Billboard Hot 100; Mama Told Me (Not to Come), que estuvo 2 semanas en julio de 1970, Joy to the World que estuvo 6 semanas en 1971 y Black and White que estuvo una semana en septiembre de 1972.
En diciembre de 1972, Three Dog Night participó en el primer especial de Nochevieja de Dick Clark, que entonces se tituló Three Dog Night's New Year's Rockin 'Eve.

### 1973–1976
En 1973, Three Dog Night presentó una demanda de 6 millones de dólares contra su antiguo agente de reservas, American Talent International (ATI), por seguir publicitando en los medios que la banda seguía en su agencia cuando, de hecho, firmaron con William Morris Agency en octubre de 1972. Se buscaron otros daños debido a que ATI tomó depósitos para reservar Three Dog Night, a quienes ya no representaban. [12]
Joe Schermie se fue a principios de 1973 debido a "problemas que surgieron que aparentemente no tenían solución". [13] Su reemplazo fue Jack Ryland en 1973 y la banda se convirtió en un grupo de ocho con la inclusión de un segundo teclista, Skip Konte (ex- Blues Image), a fines de 1973. A fines de 1974, Allsup y Sneed se fueron. para formar una nueva banda, SS Fools, con Schermie y Bobby Kimball de Toto. Se reclutó al nuevo guitarrista James "Smitty" Smith y al baterista Mickey McMeel, pero en 1975, Smith fue reemplazado por Al Ciner de Rufus and the American Breed y Ryland del bajista de Rufus, Dennis Belfield. Mickey McMeel pasaría a coprotagonizar como "Turkey", el baterista de Kaptain Kool and the Kongs, en la serie de televisión infantil "The Kroft Super Show".
En 1973, Danny Hutton estaba enfermo de forma regular y había desarrollado ictericia por el abuso incesante y descontrolado de drogas. La banda se vio obligada a contratar a una enfermera registrada para administrar inyecciones de vitamina B12 a Hutton y cuidarlo para que la banda pudiera continuar de gira. Para los álbumes Cyan, Hard Labor y Coming Down Your Way, Hutton no apareció en muchas de las sesiones de grabación y estuvo presente solo el tiempo suficiente para grabar una canción. Cory Wells se hartó de su frecuente ausencia y Hutton fue despedido de la banda a fines de 1975. Fue reemplazado por Jay Gruska . [14]
Horas antes del primer concierto de su gira de 1975, Chuck Negron fue arrestado por posesión de narcóticos, pero pronto fue liberado con una fianza de $10,000 dólares.[15]
Coming Down Your Way, lanzado en mayo de 1975, no se vendió bien en los Estados Unidos, probablemente debido a la mala promoción y debido a que las bandas cambiaron recientemente de etiqueta, ABC, y la creciente popularidad de la música disco . Decepcionado por esto, la banda decidió que " Til The World Ends " sería el único sencillo lanzado del álbum, que terminó siendo el último hit del grupo Billboard Hot 100 Top 40.
Jay Gruska realizó una gira con la banda para promocionar su último álbum, American Pastime, lanzado en marzo de 1976. Aun así, el álbum no se vendió bien por las mismas razones que antes. Sin embargo, el único sencillo lanzado del álbum, " Everybody's a Masterpiece ", se convirtió en un éxito contemporáneo para adultos . [16] [17] Otro exmiembro de la banda de Rufus, Ron Stockert, fue reclutado como segundo teclista después de que Konte se fue en la primera mitad de 1976. El grupo tocó su último espectáculo en el Teatro Griego de Los Ángeles el 26 de julio de 1976. [ 9]

### 1981-1990
En 1981, Three Dog Night se reunió y lanzó It's a Jungle, inspirado en el ska  en 1983 en el pequeño sello Passport Records, que obtuvo algo de difusión en el circuito de la nueva ola. El EP no se vendió después de que Passport quebrara. La reunión contó con todos los miembros originales, excepto Joe Schermie, quien fue sucedido por Mike Seifrit hasta 1982, y luego por Richard Grossman, quien permaneció hasta 1984. Dos guitarristas, Paul Kingery y Steve Ezzo, tocaron ocasionalmente con la banda, reemplazando a Allsup en fechas que no pudo hacer entre 1982 y 1984. Ezzo reemplazó a Allsup cuando partió a fines de 1984 para ocuparse de algunos asuntos personales y familiares. Sneed fue despedido de la banda al mismo tiempo. A principios de 1985, el teclista Rick Seratte (antes de Poco y más tarde con Whitesnake y otros) reemplazó a Greenspoon, que estaba enfermo, y la banda salió de gira con una formación revisada que incluía a Seratte, Steve Ezzo, el bajista Scott Manzo y el baterista Mike Keeley. [9]La banda estuvo de gira durante todo 1985, pero a finales de 1985, Negrón se vio obligado a regresar a rehabilitación. Seratte dejó la banda para buscar otras ofertas y Greenspoon se reincorporó a la banda con Negron a fines de 1985 y volvieron a estar de gira con el grupo.
En diciembre de 1985, después de una recaída en su adicción a las drogas, Negrón fue despedido y el grupo continuó con Wells y Hutton al frente de la banda y Paul Kingery regresó a la guitarra para cubrir las armonías vocales de Chuck. En 1986, su canción "In My Heart" apareció en Robotech: The Movie .
Se produjeron más cambios en el personal cuando el guitarrista TJ Parker y el vocalista y bajista Gary Moon reemplazaron a Kingery y Manzo en 1988, y fueron reemplazados por Mike Cuneo y Richard Campbell durante 1989.
Allsup regresó al grupo para reemplazar a Cuneo en la primavera de 1991. Negron ingresó a rehabilitación de drogas, pero no regresó a la banda.
Pat Bautz sucedió a Keeley como baterista en 1993.
En 1993, Three Dog Night actuó para el programa Spotlight on Country de The Family Channel, filmado en Myrtle Beach, Carolina del Sur. Kingery regresó a la banda como su bajista en 1996 luego de la partida de Campbell.

### 2000–2012
En 2000 el grupo fue incluido en el Salón de la Fama de los Grupos Vocales. El bajista original Joe Schermie murió el 26 de marzo de 2002. En mayo de 2002, la banda lanzó Three Dog Night con The London Symphony Orchestra. El álbum fue grabado en Los Ángeles, California y en Londres, Reino Unido en Abbey Road Studios e incluye dos nuevas canciones: "Overground" y "Sault Ste. Marie". También lanzaron un DVD de una actuación sinfónica filmada de 2000 titulada Three Dog Night Live With the Tennessee Symphony Orchestra en mayo de 2002. En el verano de 2004, el bajista de los 80 Scott Manzo regresó brevemente para reemplazar a Paul Kingery.
En octubre de 2004, Three Dog Night lanzó The 35th Anniversary Hits Collection con la Orquesta Sinfónica de Londres. El álbum incluye versiones en vivo de "Eli's Coming", "Brickyard Blues", "Try a Little Tenderness" y "Family of Man". En agosto de 2008, lanzaron Three Dog Night Greatest Hits Live, una compilación de grabaciones en vivo inéditas de conciertos en Frankfurt, Alemania y Edmonton, Londres en 1972 y 1973. [18] El 24 de octubre de 2009, lanzaron tres nuevas canciones: "Corazón de tristeza", "Oración de los niños" y "Dos luces en la noche".

### 2012-presente
En el verano de 2012, el guitarrista Allsup fue hospitalizado por un trastorno intestinal, lo que obligó a Kingery a volver a tocar la guitarra, mientras que el hijo de Danny, Timothy Hutton, tocaba el bajo. Esto volvió a suceder durante el verano de 2015 cuando Allsup se vio obligada a perderse algunas presentaciones. [ cita requerida ] El 11 de marzo de 2015, Jimmy Greenspoon murió de cáncer, a los 67 años. Su lugar en los teclados fue ocupado por Eddie Reasoner, quien lo había sustituido cuando enfermó a mediados de 2014. [19]
El 21 de octubre de 2015, Cory Wells murió en su casa de Dunkirk, Nueva York, a los 74 años. En noviembre de 2015, la banda anunció que el cantante David Morgan se uniría a ellos en la gira. Era miembro de la Asociación. En abril de 2017, Howard Laravea reemplazó a Eddie Reasoner en los teclados. Anteriormente estuvo con Frankie Valli y The Four Seasons .
Cuando Three Dog Night volvió a hacer giras en agosto de 2021, fue sin Michael Allsup, quien fue reemplazado por Tim Hutton en el bajo. Paul Kingery volvió a la guitarra. Danny Hutton ha declarado durante apariciones en conciertos que Three Dog Night ha estado grabando un nuevo álbum, antes de interpretar su nueva canción "Prayers of the Children".

## Músicos

### Actuales
- Danny Hutton - voz (1967–76, 1981–presente)
- Michael Allsup - guitarra (1968–74, 1981–84, 1991-presente)
- Paul Kingery - bajo, guitarra, voz (1985–88, 1996–presente; sustituto - 1982-83)
- Pat Bautz - batería (1993–presente)
- Eddie Reasoner - teclados (2015–presente; sustituto - 2014-15)
- David Morgan - voz (2015–presente)

## Discografía
- 1968: Three Dog Night
- 1969: Suitable for Framing
- 1970: It Ain't Easy
- 1970: Naturally
- 1971: Harmony
- 1972: Seven Separate Fools
- 1973: Cyan
- 1974: Hard Labor
- 1975: Coming Down Your Way
- 1976: American Pastime
- 1983: It's a Jungle